# Hasan Fidan
Hasan Fidan (Afyon, 10 november 1987) is een  aanvaller die voor het Turkse [[Tarsus Idman Yurdu]]. Hij heeft zowel de Turkse als de Duitse nationaliteit.

## Statistieken
| seizoen | club                          | land      | competitie                        | wed. | goals |
| ------- | ----------------------------- | --------- | --------------------------------- | ---- | ----- |
| 2007/08 | VfB Hüls                      | Duitsland | Oberliga Westfalen                | 31   | 5     |
| 2008/09 | Arminia Bielefeld II          | Duitsland | NRW-Liga                          | 22   | 3     |
| 2009/10 | Borussia Dröschede            | Duitsland |                                   | -    | -     |
| 2010/11 | Konya Sekerspor               | Turkije   | 2.Lig Kırmızı                     | 5    | 0     |
| 2011/12 | KAS Eupen                     | België    | Tweede Klasse                     | 2    | 0     |
| 2011/12 | → Royale Entente Bertrigeoise | België    | Derde Klasse B                    | 3    | 0     |
| 2012/13 | Tarsus Idman Yurdu            | Turkije   | Türkiye Futbol Federasyonu 2. Lig | 10   | 2     |
|         |                               |           | Totaal                            | 73   | 10    |